# Lammefjord

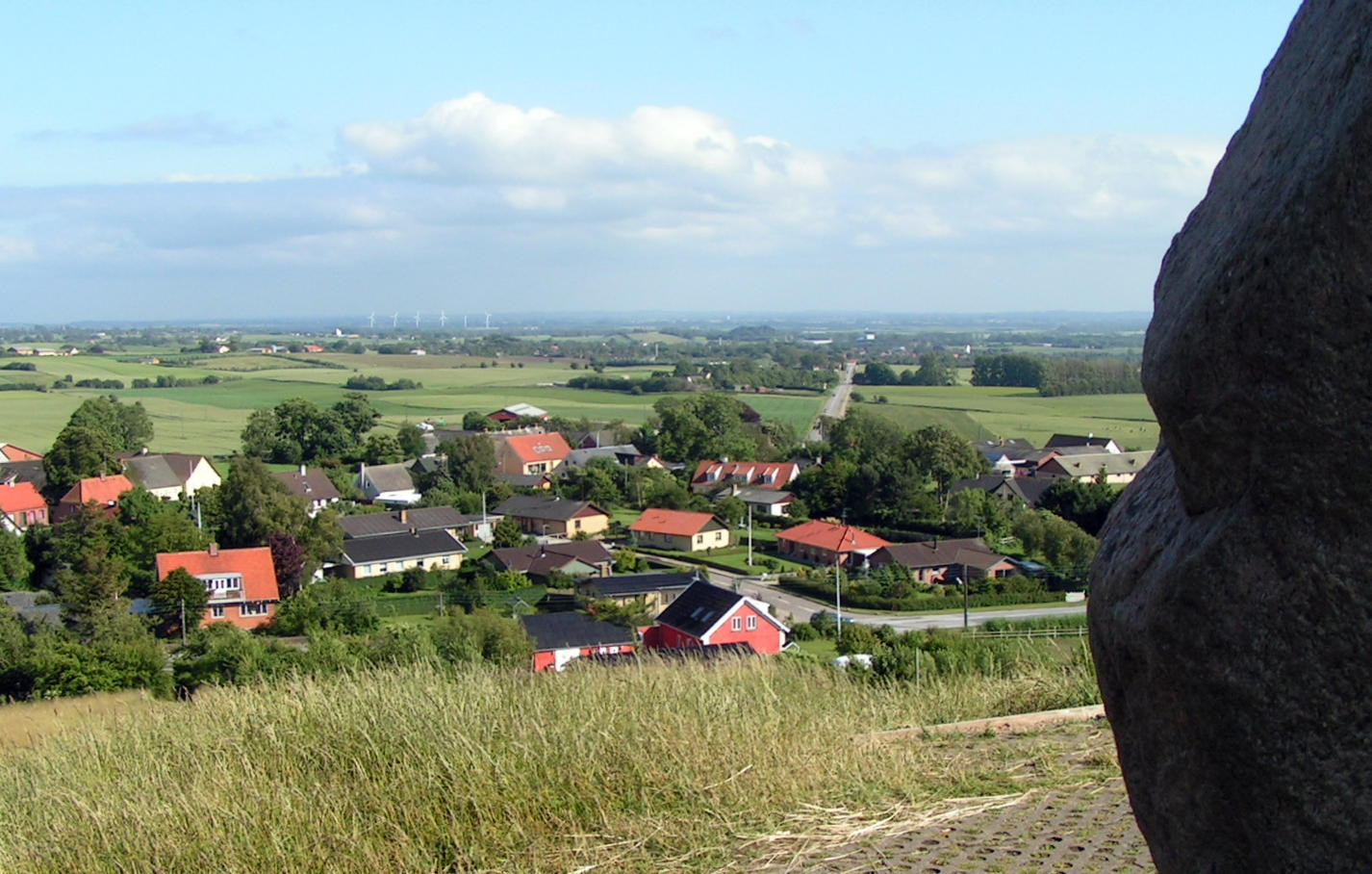
Blick vom Esterhøj auf Høve und den Lammefjord

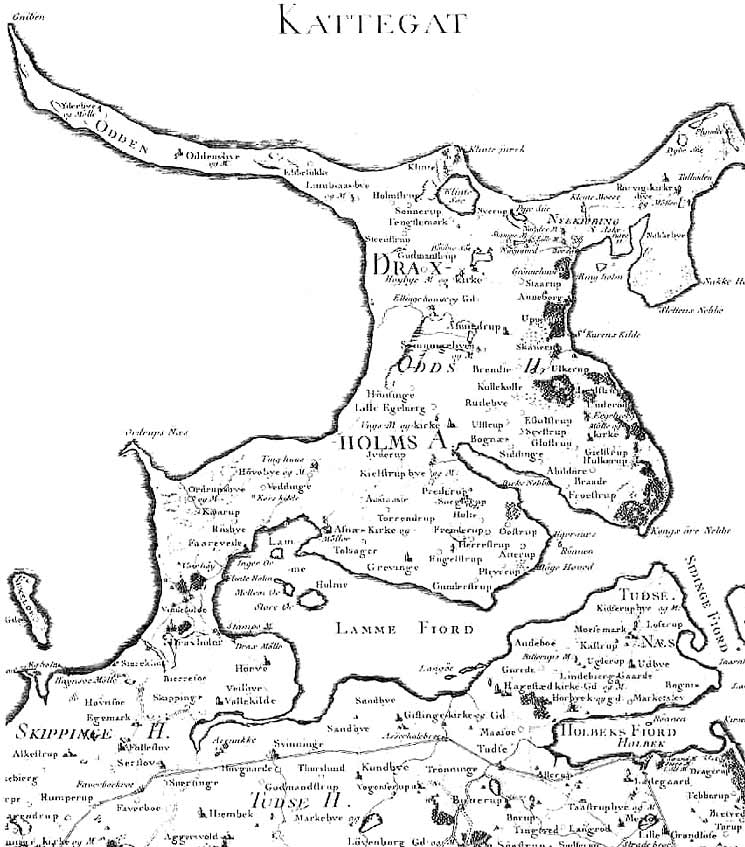
Der Lammefjord vor seiner Trockenlegung auf einer Karte aus dem 18. Jahrhundert

Der Lammefjord [ˈlɑməfjoːʔʀ] ist ein Fördenarm in dem dänischen Gebiet Odsherred, nordwestlich von Holbæk. Nach der Eindeichung und Trockenlegung von 6000 ha bis Anfang des 20. Jahrhunderts wird der größte Teil heute landwirtschaftlich genutzt. Der Name Lammefjord wird dabei sowohl für das trockenlegte Land als auch für die verbliebene Bucht im Isefjord verwendet.

## Geschichte
Ursprünglich war Odsherred eine Halbinsel, die nur über den schmalen Isthmus Draget mit Seeland verbunden war, der durch das Schloss Dragsholm bewacht wurde.
1841 begann der Bau eines Deiches am nahen Sidingefjord, und die Erfahrungen wurden bei der Lammefjord-Eindeichung verwendet.
Das Projekt wurde von Lehnsbaron Zytphen-Adeler vorgeschlagen, der auf Dragsholm wohnte.
Bevor das Projekt 1873 begann, war der Lammefjord so flach, dass man weite Teile bei Niedrigwasser durchwaten konnte. Dennoch musste viel Wasser herausgepumpt werden und viele Entwässerungsgräben waren anzulegen. Alles geschah in Handarbeit, und Pferdewagen konnten erst eingesetzt werden, als das Land hinreichend ausgetrocknet war.
Der Bau des Audebodamms dauerte etwa zwei Jahre. Später wurde er nochmals verstärkt, nachdem bei einem Nordweststurm im Oktober 1921 Wasser über den Damm zu schlagen drohte.
Heute ist der Lammefjord ein flaches Stück Land, besonders deutlich an der Straße von Gislinge nach Fårevejle, die außerordentlich lang, gerade und flach ist. Allerdings gibt es auch einige Erhebungen, die früher Inseln im Lammefjord waren.

## Entwässerung
Der Lammefjord bekam zwei Kanalsysteme: 
erstens den Landkanal, der das Gebiet auf Meeresniveau entlang der früheren Küstenlinie umgibt und nach Osten in den Rest-Lammefjord und nach Westen in die Sejerø-Bucht;
und zweitens den Entwässerungskanal, der durch die tiefsten Gebiete des früheren Meeresbodens verläuft und daher eine Pumpstation bei Audebo benötigt. Sie wurde früher mit Wind- und Dampfkraft betrieben, bis in den 1920ern ein Elektroantrieb installiert wurde.
Aus technischen und wirtschaftlichen Gründen erfolgte die Senkung des Wasserstandes etappenweise. Das Auspumpen verzögerte sich wegen des schleppenden Landverkaufs und einer zwischenzeitlich in den 1930ern fälligen Erneuerung der Pumpsysteme. Auch der Zweite Weltkrieg tat ein Übriges.
1943 war man schließlich bei einem Wasserstand von −7 m angelangt und der letzte Rest des eingedeichten Gewässers verschwand.
Die Entwässerungsetappen im Überblick:
- Januar 1875: 0 m
- September 1875: −2,7 m
- 1882: −3,8 m
- 1906: −4,75 m
- 1943: −7 m

Bis heute wird Wasser abgepumpt, da Regenwasser hinzukommt. Durchschnittlich fördern die Pumpen 16 Mio. m³ im Jahr. Ein Millimeter Regen im Lammefjordgebiet ergibt 60.000 m³ Wasser im Landkanal.

## Wirtschaftliche Nutzung
Die Urbarmachung des Meeresbodens war ein hartes Stück Arbeit, doch das Ergebnis war ein außerordentlich fruchtbares Stück Land.
Besonders bekannte Produkte sind heute Kartoffeln und Karotten, aber auch beispielsweise Spargel und Tulpen werden angebaut.
Die Lammefjordkarotte (lammefjordsgulerod) ist ein eingetragenes Warenzeichen in der EU-Qualitätsmarkenordnung.
Außerdem wird stellenweise nach zurückgebliebenen Muschelschalen gegraben, die als Kalkzusatz in Tierfuttermitteln verwendet werden.

## Verkehr
Vor der Eindeichung war der Weg nach Odsherred mit einer Fährüberfahrt oder dem Umweg über Draget verbunden. Der Damm ermöglichte zusätzliche Straßenverbindungen. Auch die Odsherredbahn OHJ (Holbæk – Nykøbing Sj.) führt durch das trockengelegte Gebiet.
Koordinaten: 55° 46′ 41,2″ N, 11° 34′ 29,2″ O